# Omar Aziz (anarquista)
Omar Aziz (18 de febrero de 1949 - 16 de febrero de 2013), también conocido con el nombre de guerra o kunya  Abu Kamel, fue un anarquista, intelectual y revolucionario sirio. Es conocido por su papel en el trabajo con los Comités de Coordinación Local durante las primeras etapas de la guerra civil siria y por sus escritos que abogan por la organización horizontal.

## Vida personal
Nació en una familia acomodada en Damasco en 1949. Estudió economía en la Universidad de Grenoble y posteriormente trabajó en el sector de tecnología de la información en Arabia Saudita y Estados Unidos. Estaba casado y tenía tres hijos.

## Actividad política y muerte
Aziz regresó a Siria en respuesta al estallido de la revolución siria en 2011 y rápidamente se involucró en la organización de comunidades locales que se resistían al gobierno. A pesar de su edad y sus condiciones de salud personales, trabajó activamente y en persona con la población local y participó en los esfuerzos de distribución de ayuda. Durante su participación en la revolución, señaló que había una separación entre el movimiento político y la realidad continua de la vida cotidiana de la gente, lo que lo llevó a proponer el establecimiento de consejos locales, donde las comunidades pudieran organizar y autogestionar asuntos fuera del ámbito del control del estado. En noviembre de 2011 publicó un borrador de propuesta de autoorganización titulado «La formación de consejos locales». En un obituario, Budour Hassan afirmó que los consejos se inspiraron en los escritos de Rosa Luxemburgo, mientras que el escritor libanés Joey Ayoub señaló que muchos elementos de las propuestas de Aziz se reflejaban en las estructuras de la Administración Autónoma del Norte y Este de Siria (también conocida como Rojava), establecido en 2013. Su compañero anarquista sirio Nader Atassi describió su visión como «[dar] vida a la forma en que operan los consejos locales», aunque señaló que en la práctica muchos de los consejos no lograron practicar un verdadero autogobierno y, en cambio, se limitaron a medios de comunicación y el trabajo de ayuda. Aziz publicó una edición revisada y ampliada de La formación de consejos locales en febrero de 2012.
Aziz estuvo personalmente involucrado en el establecimiento de cuatro consejos en los suburbios de Damasco, siendo el primero en Barzeh o Zabadani. El 17 de octubre de 2012, ayudó a establecer un consejo en Daraya, un importante centro de resistencia política que había sido testigo de una masacre de residentes perpetrada por las fuerzas gubernamentales en agosto. Unos 120 miembros elegirían un ejecutivo cada seis meses, y el presidente y el diputado del consejo serían elegidos abiertamente por el público en general. Sin embargo, a partir de noviembre de 2012, Darayya fue sometida a un importante asedio por parte de las fuerzas estatales.
El 20 de noviembre, Aziz fue detenido en su casa de Mezzeh, por miembros de la Dirección de Inteligencia de la Fuerza Aérea. Antes de su muerte, habría observado que los concilios habían sobrevivido más tiempo que la Comuna de París. Estuvo recluido en la prisión de Mezzeh hasta el 12 de febrero de 2013, cuando fue trasladado a la prisión de Adra. Según un testigo en la prisión, su estado físico se había deteriorado gravemente. Según los informes, Aziz le había dicho que había sufrido malos tratos y torturas por parte de las autoridades penitenciarias y que, al mismo tiempo, padecía una serie de afecciones médicas preexistentes. Murió el 16 de febrero, poco después de ser enviado para recibir tratamiento en el Hospital Militar de Harasta. Los informes sobre su muerte circularon durante los días siguientes, y el 22 de febrero, Human Rights Watch informó de su muerte en respuesta a la información de un familiar.

## Legado
Si bien los consejos continuaron existiendo o proliferando después de la muerte de Aziz, el sistema de consejos pronto se vio amenazado por facciones islamistas, que en muchos casos tomaron el control de los consejos locales o los cooptaron. Continuaron los ataques de las fuerzas pro-Assad, que apuntaron a infraestructuras públicas en el territorio del consejo, como hospitales, escuelas y panaderías. Si bien algunos consejos aún permanecían intactos en mayo de 2016, el consejo de Daraya, en el que Aziz había estado directamente involucrado, cayó en manos de las fuerzas asadistas en agosto de 2016.
Si bien el surgimiento de los consejos recibió poca cobertura o atención a nivel internacional, su trabajo ha sido discutido por escritores como Leila Al-Shami, y ha sido destacado en fuentes académicas por su papel en la organización popular durante las primeras etapas. de la guerra civil siria. En ocasiones se ha criticado la relativa falta de atención prestada a su trabajo y a los acontecimientos en Siria por parte de la izquierda occidental, aunque su trabajo ha sido cubierto en algunos medios como Fifth Estate y Unicorn Riot.